# Anna Dandola
Anna Dandolo, altrimenti detta alla veneziana Anna Dandola (... – 1260 circa), fu la prima regina dei Serbi e moglie di Stefano Prvovenčani. Era nipote del doge di Venezia Enrico Dandolo.

## Biografia

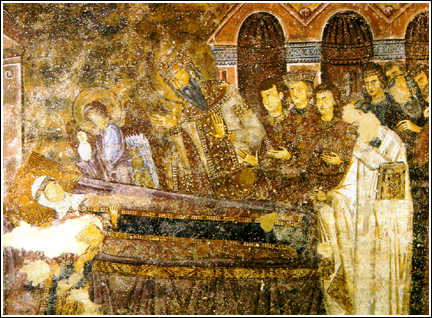
Affresco raffigurante la morte di Anna Dandola, regina dei Serbi, nel monastero di Sopoćani.

Rampolla della potente famiglia patrizia veneziana dei Dandoli, era nipote di Enrico Dandolo, doge dal 1192 al 1205 e conquistatore di Costantinopoli a seguito della Quarta crociata, e figlia del primogenito del doge, Renier, vicedoge dal 1204 sino al termine del dogado di Enrico. Il padre era poi caduto in combattimento nel 1209 durante la conquista di Candia.
Nel 1216 Anna andò in sposa a Stefano Prvovenčani, gran zupano di Rascia e Syrmia, alla ricerca di potenti alleanze e già in precedenza sposato con Eudocia, figlia dell'imperatore bizantino Alessio III Angelo. Il matrimonio venne celebrato a Venezia in gran pompa, quindi la coppia venne trasportata in Dalmazia a bordo della Moceniga, una delle galee pubbliche messa per l'occasione al loro servizio dalla Repubblica. Il legame servì a ripristinare il culto cattolico in Serbia e valse la benevolenza di papa Onorio III, il quale nel 1217 concesse alla coppia il titolo di Re dei Serbi.
Anna morì attorno al 1260. Nel 1234 divenne re serbo il figlio di Eudocia Stefano I Vladislav, deposto e succeduto nel 1243 dal figlio di Anna, Stefano I Uroš.